# 熱血最強
《熱血最強》（日语：熱血最強ゴウザウラー）是由日昇動畫所製作，於1993年3月3日至1994年2月23日於東京電視台所播映的動畫。為Eldran系列第三作，同時也是系列作品中最後一部電視動畫化作品（真正最終作《完全勝利》僅有動畫版宣傳短片）。此作結合第一作《絕對無敵》的全班級小學生操作機器恐龍的特徵及第二作《元氣爆發》的機體設計（後續登場之機器恐龍可變形為機器人，前三隻可獨立合體，第四隻可以跟前三隻合體機器人進行武裝，五隻可以再合體成大機器人），再新增前三隻機器恐龍可以合體成噴射機，第四隻也可以武裝在前三隻合體的噴射機上，第五隻恐龍則可以獨立變形成另一台噴射機的設計，是藍光人系列作集所有特徵於大成的作品，但也是唯一沒有在台灣放送的藍光人系列作。

## 故事概要
機械化帝國是一個不重視生命的機器帝國，首領是機械神，以攻佔星球並把其機械化為己任。而除了地球，包括月球在內，整個太陽系已有許多星球被機械化了。
峯崎拳一，立花浩美和朝岡忍，都是春風小學六年級生。就在他們回校參加開學典禮時，機械化帝國的第一個機械王齒車王開始攻擊地球。就在峯崎拳一等人快要受襲，守衛地球的藍光人打開一個時空裂縫，三人回到六千四百萬年前的恐龍時代。藍光人因為要負責保護恐龍時代抵擋機械化帝國，無法抽身顧及現代，於是他把三隻恐龍型機器交給他們。
這次保護地球對抗機械化帝國的重任，就落在春風小學6年2班身上了。
由於齒車王多次失敗，失去機械神的信任，最後一戰更被第二個機械王電氣王所殺。電氣王乘坐機械神所賦予的黑色機器人死亡伏特對抗戈修羅，強調力量的他，經常利用軍事武器變成機械化獸，因多次戰敗，後來與死亡伏特合體成為極致死亡伏特，但最後也戰死。
機械神派出的第三個機械王引擎王，矢志以尋找最強力量為己任。但最後一刻，因企圖反叛機械神而連累自己的機器人兒子喬塔穆。明白了心之力之後被感化，亦因擋著即將自爆的「機械化城」(メガキャッスル)而自願被王者戈修羅刺穿身體而壯烈犧牲。
由於機械化城大爆炸，引發時空洞，令時序大變，地球變成機械化，所以眾人回到過去。原來當初機械化帝國第一個派去地球的原子王在藍光人的攻擊下陷入膠著，後來意外拾得喬塔穆的頭部殘骸(被捲入時空洞漂流到恐龍時代)。因喬塔穆的頭部殘骸收藏了戈修羅的大量資料，故原子王依照這些資料製造一部黑暗戈修羅，戰況反轉，將藍光人逼到絕境。最後眾人消滅原子王，使時序回復正常，同時他們也見證恐龍滅亡的定律。
機械神由於連續失去多個機械王，因此又重新製造了新的機械四天王，並給予他們能源，可以自由巨大化，被擊敗也可復活，也可以自由合體。但在他們多次失敗之後，機械神親手把他們徹底消滅，並親自到達地球與戈修羅作最後決戰。
學生們改良了物質復元裝置，以學校裝甲的能源注入把地球以及各被機械化的星球恢復正常，使情勢逆轉，最後更一舉消滅機械神，令機械化帝國被消滅。

## 人物介紹

### 修羅小將（ザウラーズ）
峯崎拳一（聲：（日）高乃麗、（港）林丹鳳、（台）汪世瑋（《完全勝利》特別影片））
生日11月23日。身高144cm。血型B型。
戈修羅駕駛員之一，主駕駛員，主要負責馬赫翼龍的駕駛，駕駛員制服的顏色為藍色；運動神經發達，對學習缺乏天份，但對比前兩部作品的主角，課業還比上一部元氣小子的虎太郎好一些，但仍有極少次數考零分而惹老師生氣，父母（配音－父：青森伸、母：大谷育江）是開辦運動用品店。個性上說話容易變得嚴厲刻薄，但他熱愛友誼，容易流淚，內心敏感又念舊，並且曾經因為作弊拿高分而得到老師讚揚，反而良心不安而向老師道歉。
時常跟忍鬥嘴，常常取笑她是男人婆，甚至在溫泉旅行時拿她內衣來玩而惹她生氣，但實際上對忍有好感，後期也為了保護忍而被機械化光線射中(機械化進展緩慢，接觸機械化射線時只觸及了表面)，一開始獲得強大腦力和體能，但逐漸被控制意識，並因為擔心自己被人類排擠而在內心出現極大掙扎，所幸後來眾人的努力，成功破除機械神的洗腦，並且恢復正常人類身體。
立花浩美（聲：（日）林原惠、（港）沈小蘭）
生日3月1日。身高143cm。血型A型。
戈修羅駕駛員之一，主要負責大地劍龍的駕駛，駕駛員制服的顏色為紅色；他和他的母親住在一起，他的母親是一名醫生，而浩美則是一名好廚師。雖然沒有運動細胞，但喜歡畫漫畫，曾經向雜誌投稿，卻因內容與既有的重複而被拒絕。性格沉靜、膽怯、內向且愛好和平，原本對駕駛戈修羅和機械化獸戰鬥感到害怕而逃避，但在同伴危急時仍舊挺身而出。
朝岡忍（聲：（日）天野由梨、（港）鄭麗麗）
生日4月25日。身高144cm。血型A型。
戈修羅駕駛員之一，主要負責轟天雷龍的駕駛，駕駛員制服的顏色為黃色；個性活潑好動，擅長劍術，因此常被拳一取笑為男人婆，但兩人實際上互有好感，也是最關心拳一的人。 有一位出人意料的高尚優雅的母親和電玩高手的奶奶。為系列作的第一位女性駕駛員。雖然她擁有男性性格，但她實際上比任何人都更擔心拳一，當拳一機械化時，她成為了拳一最大的情感支持。
白金太郎（聲：（日）島田敏、（港）李錦綸）
生日11月14日。身高150cm。血型O型。
超強修羅的駕駛員，駕駛員制服的顏色為綠色。在未駕駛超強修羅前負責大地劍龍的武器部分和戰略分析，大家都愛稱呼他『金太』，因為他給人非常有『金太郎』的感覺。身材魁梧，體格健壯,是一個堅強的柔道男孩。看起來很有壓迫感，但他也有紳士風度的一面，而在柔道比賽中，他從四年級開始連續三年在決賽中輸給同一個對手，但在六年級的最後一場比賽中，他為了幫助與機械化獸戰鬥的同學們,而在比賽中當場宣布放棄參賽資格.. 他不擅長與女孩打交道，似乎是個很內向的人。
火山洋二（聲：（日）篠原明美、（港）馮錦堂（第1-6集）、郭志權（第7集及其後））
生日6月28日。身高147cm。血型A型，家中還有父母兄姐（父：梁田清之、母：深見梨加、兄：山崎たくみ、姉：石川悦子），而且全家都有相同的髮型，而且全都是東大畢業的高材生。
格蘭修羅的駕駛員，駕駛員制服的顏色為紫色。在成為格蘭修羅的駕駛員前負責馬赫翼龍的情報分析和戰略分析。戴著眼鏡，長相斯文秀氣，手上經常拿著書；因為外貌英俊，因此是大部分6年2班女生的夢中情人。不過個性優柔寡斷、沒有主見，口頭禪是：不如詢問老師的意見吧？不過曾因為喜歡上同校的女老師彌生，而展現出自己少有的男子氣概，雖然最後仍然在彌生老師一句：「喜歡的男性一定要年紀比她大」的攻擊下被擊沉。
石田五郎（聲：（日）上村典子、（港）黃鳳英）
生日4月22日。身高146cm。血型AB型。
駕駛員制服的顏色為灰色，修羅噴射機的駕駛和負責轟天雷龍的砲臺，也是6年2班的班長，是唯一一個能駕駛戈修羅、超強修羅、格蘭修羅三架機體的全能駕駛員。；外表看似沉穩，其實經常會抓狂暴走，被戲稱為「暴走五郎」，即使身為班長，但在班上經常被副班長的惠理和拳一搶去主導權。
光主惠理（聲：（日）林原惠、（港）黃鳳英）
生日7月26日。身高147cm。血型O型。
6年2班的副班長，恐龍小將的司令官，最常負責恐龍小將的出動號令和擔任大地劍龍的情報分析和指揮作戰；有點愛慕虛榮，還曾為了想出名而代替浩美駕駛大地劍龍，卻在面對機械化獸時嚇傻了而被壓制。她討厭失敗，然而受到大家關注的時候就會興奮起來。
小島尊子（聲：（日）大谷育江、（港）梁少霞、林元春（代配第31-34集））
生日9月2日。身高139cm。血型B型。
主要負責馬赫翼龍的技工和戰略分析。暱稱「教授」，科學愛好者，在戈修羅登場時馬上聯想到後續，而說出：只要有三台機器人就可以合體，這是常識。的名言。另外同時也是「絕對無敵」中小島勉的表兄妹。平常很安靜，但一旦生氣，就變得比五郎還難對付。「失敗是成功之母」是口頭禪。經常與秀三一起做出了各種發明。她在防衛隊所要求的開發內容、地球毀滅裝置的釋放以及在學園安裝物質復元裝置等重要情況中發揮了重大的作用。她是王者戈修羅的程式開發者，但當她第一次失敗並受到全班批評時，她把頭髮染成金色和橙色，然後變成不良少女。在某次拳一缺席期間，她也擔任馬赫翼龍的飛行員。
長田秀三（聲：（日）天野由梨、（港）何國星）
生日1月7日。身高142cm。
血型A型。轟天雷龍和戈修羅的維修技工。因為家中是開設汽車修護廠，因此從小就對機器相當有興趣。為教授的兒時好友，他的標誌是古怪的髮型、眉間的皺紋和藍色的連身褲。他的愛好是整備和改裝機器，並與教授合作發明和開發各種奇妙機器，但幾乎沒有成功。在忍缺席期間，他還擔任轟天雷龍的駕駛員。在最後的戰鬥中，他和教授在學校中安裝了物質復元裝置，為之後的勝利做出了貢獻。
武者小路叉音泰（聲：（日）篠原明美、（港）雷碧娜）
生日8月16日。身高152cm。血型B型。
主要負責大地劍龍的技工和戈修羅的第一動力室。外號（阿邦）甚至比本名更讓班上同學熟知,連他最好的朋友拳一也記不起他的真名了。遇到初戀時,暈船得十分誇張。運動神經發達，曾與拳一、和孝一起當機械四天王的誘餌。同時也喜歡搖滾音樂。
關和孝（聲：（日）梁田未夏、（港）區瑞華）
生日3月31日。身高138cm。血型A型。
負責轟天雷龍的武器部分和戈修羅的雷達。也是拳一的惡作劇好夥伴。剃著光頭，右側有一個圓形的禿斑，身材矮小，牙齒突出，穿著橫條紋襯衫和短褲。為足球社的成員，經常把球帶在身邊。跑步速度很快，曾與拳一、阿邦一起當機械四天王的誘餌。
水原結花（聲：（日）大谷育江、（港）林元春）
生日9月9日。身高132cm。血型AB型。
是馬赫翼龍和戈修羅的雷達人員。在被拳一稱為「膽小鬼三人組」的女孩中，她是最安靜、脾氣最弱、最愛哭的一個。身高與幼兒園相近,為全班最矮的學生。
田邊久美子（聲：（日）高乃麗、（港）雷碧娜）
生日5月10日。身高145cm。血型A型。
大地劍龍的雷達員和戈修羅的機械師。個性溫柔體貼，心思細密，因此經常擔任拳一和小忍鬥嘴時的和事佬。她額頭上戴著髮帶，穿著近乎白色的紫色洋裝。被稱為「膽小鬼三人組」的成員之一。她是衛生委員，身上總是帶著傷害用貼布，是個善良溫順的人。
山本春枝（聲：（日）林原惠、（港）蔡惠萍）
生日12月24日。身高151cm。血型A型。
大地劍龍的動力人員和負責戈修羅的第二動力室。6年2班女生中身高最高的，經常面無表情，因此常讓人猜不透心裡想法；因為個性沉默寡言、軟弱、膽怯、孤僻，而和久美子、結花三人被拳一戲稱為恐龍小將裡的「膽小鬼三人組」。 曾被阿邦看錯成大美女而成為讓阿邦暈船的初戀情人。
佐藤明美（聲：（日）篠原明美、（港）黃麗芳）
2月12日生。身高142cm。血型B型。
主要負責轟天雷龍的動力和戈修羅的通信。是雙胞胎中的姐姐，暱稱ONE。
佐藤晴美（聲：（日）梁田未夏、（港）黃麗芳）
2月12日生。身高142cm。血型B型。
主要負責轟天雷龍的雷達和戈修羅的通信。是雙胞胎中的妹妹，暱稱TWO。姊妹倆彼此有心靈感應，曾經展現雙胞胎特有的超能力。然而，此後她並沒有表現出任何超自然力量，據教授所稱，這「只是一個巧合」。
藤吉雅夫（聲：（日）新田三士郎、（港）黎偉明）
6月10日生。身高145cm。血型O型。
主要負責馬赫翼龍的武器部分和戈修羅的第二動力室。體型肥胖，留著短髮，穿著綠色襯衫。他個性悠閒，總是吃東西。一涉及到食物，他就表現出巨大的動力。即使他得了重感冒，他仍然去學校吃學校午餐。在恐龍時代，他貪婪地偷了一顆即將孵化的蛋，但當蛋孵化時，小恐龍卻對他產生了依戀。
大山育代（聲：（日）上村典子、（港）鄭麗麗）
10月21日生。身高145cm。血型O型。
主要負責馬赫翼龍的動力和戈修羅的第一動力室。是6年2班中的飼育委員。她穿著雙馬尾工作服，露出額頭。屬於繁殖委員會的胖胖的孩子。她熱愛動物，曾將獲救的小貓養在家裡。另外，暑假和寒假期間，還會把在教室裡飼養的鬣蜥帶回家。性格大方、關懷他人。她和雅夫似乎相處得很好，參加吃東西比賽的時候她都會和雅夫一起出去，甚至暑假的時候也會在他家裡見到他。

### 其他
中島辰男（聲：（日）新田三士郎、（港）林國雄）
26歳，單身。10月4日生。
春風小學6年2班的班導師，和6年1班的班導師高木時常針鋒相對。十分愛護班上同學。
彌生由里（聲：（日）天野由梨、（港）林元春）
25歳。12月3日生。
春風小學6年3班的班導師，喜歡年紀比她大的男性。
高木俊雄（聲：（日）島田敏、（港）陳欣）
8月26日生。
春風小學6年1班的班導師。喜歡彌生老師，相當重視規則。
北條千代乃（聲：（日）上村典子、（港）蔡惠萍）
52歳。5月30日生。
春風小學的校長。
北島博子（聲：（日）伊藤美紀、（港）盧素娟）
春風小學6年1班的同學。
立花小夜子（聲：（日）佐久間玲、（港）盧素娟）
立花浩美的母親。
大宮惠津子（聲：（日）おおみや えつこ、（港）鄭麗麗）
新聞主播，同時也在藍光人全系列登場。
武田長官（聲：（日）西村知道、（港）陳永信）
防衛隊長官，堅信唯有大人才能解決地球危機，到最後卻經常由以小學生組成的恐龍小將解救。曾經在《絕對無敵》及《元氣爆發》中出場。
武田桂
11月10日生，青空小學5年1班學生，武田長官女兒。
藍光人（聲：（日）島田敏、（港）陳欣）
地球的守護者。

## 出場機器
馬赫翼龍
翼龍型的機器，駕駛者為峯崎拳一。
由拳一以修羅摩托車移動入內收藏駕駛。
大地劍龍
劍龍型的機器，駕駛者為立花浩美。
由浩美以修羅卡丁車移動入內收藏駕駛。
轟天雷龍
雷龍型的機器，駕駛者為朝岡忍。
由小忍以修羅邊車移動入內收藏駕駛。
戈修羅
身高44.8公尺，馬赫翼龍、大地劍龍、轟天雷龍三架「熱血合體」合體而成的機器人，主駕駛員為峰崎拳一，立花浩美與朝岡忍則是副駕駛員。
其餘的春風小學修羅小將的小學生全員都在機體內。自登場後與春風小學的校舍融合在一起，關節部位的裝甲很脆弱是弱點。合體時間為2.3秒。
必殺技為使用「修羅劍」（ザウラーブレード）使出的「修羅・熔岩・必殺技」（ザウラー・マグマ・フィニッシュ）。
與超強修羅、格蘭修羅有合體技「三機炸彈」(トリプルボンバー)、「爭球攻擊」(スクラムアタック)。
修羅噴射機
由春風小學第一校舍變形而成。戈修羅的高速飛行形態，同時也是初期的出擊形態。駕駛者為石田五郎。可使用必殺技「修羅噴射機攻擊」(ザウラージェットアタック)。
超強霸王龍
霸王龍型的機器，駕駛者為白金太郎。
首次登場時是因電氣王的機械化獸「巴隆加農」(バロンガーノン)搭載的「極致能量飛彈」(ハイパーエナジーミサイル)中有將水星和金星機械化時產生的「等離子能源」(プラズマエネルギー)，發射了這飛彈的話，連分子都能破壞掉，一瞬間就消滅了，意外炸出時空洞，白金太郎透過時空洞前往六千四百萬年前的恐龍時代，在火山內的峭壁找到此機體，在時空洞關閉後，由藍光人將他們傳送回現代。
最初由金太從恐龍時代帶回現代，自北極回歸後，與春風小學的家政教室融合在一起。
由金太以修羅旋翼機移動入內收藏駕駛。
超強修羅
身高42.6公尺，由超強霸王龍進行「熱血進化」而成的機器人，駕駛者為白金太郎。
超強巨砲
由戈修羅與超強修羅合體成「熱血武裝・巨砲戈修羅」（バスターゴウザウラー）的形態。可使出砲擊合體技「超強巨砲」（マグナバスター）的「修羅・巨型巨砲」（ザウラー・ビッグバスター）。
超級修羅噴射機
修羅噴射機追加超強修羅合體而成的形態，同時也是中、後期的出擊形態。駕駛者同樣為石田五郎。可使用合體技「極致終極噴射機攻擊」（ハイパーファイナルジェットアタック）。
格蘭三角龍
三角龍型的機器，駕駛者為火山洋二。原為由防衛隊加上教授和秀三共同開發的「防衛號」(ボウエイガー)戰車，但一度遭受電氣王變成機械化獸，但在洋二奪回控制後，透過藍光人的力量注入三角龍化石之魂而再次地轉化誕生而成，與春風小學的體育室融合在一起。
由洋二以修羅噴氣機移動入內收藏駕駛。
格蘭修羅
身高43.5公尺，由格蘭三角龍進行「熱血進化」而成的機器人，駕駛者為火山洋二。
必殺技為使用「巨型槍」（ビッグランサー）使出的「修羅・格蘭斬」（ザウラー・グランドスラッシュ）。
格蘭噴射機
格蘭修羅變形成的高速飛行形態，同時也是出擊形態。駕駛者為火山洋二。可使用必殺技「格蘭加農砲」（グランキャノン）。
王者戈修羅
身高70.8公尺，戈修羅、超強修羅、格蘭修羅三架進行「超熱血合體」而成的機器人，主駕駛員為峰崎拳一，立花浩美、朝岡忍、白金太郎、火山洋二則是副駕駛員。
是由春風小學的小學生小島尊子設計的合體程式，最終形態，高火力型，但能源消耗得也快，不適合長時間戰鬥，關節部位的裝甲很脆弱是弱點。
必殺技為使用「王者劍」（キングブレード）使出的「修羅・王者・必殺技」（ザウラー・キング・フィニッシュ）。
但是即使力量超過負荷仍然無法推動機械化城全體，引擎王判斷就算發揮王者戈修羅單機，也無法一擊破壞機械化城，但是，有了巨大引擎的引擎能源，一定可以破壞的。
必殺技還有「王者劍・威力全開」（キングブレード・フルパワー）。
其他譯名：龍王修羅（港）
學校裝甲
身高82.3公尺，最終決戰之時，獲得藍光人賜予來自人類心靈生命的力量，王者戈修羅與春風小學殘餘部分的校舍全部合體的姿態，稱號「超熱血最強機器人」。主駕駛員為峰崎拳一，立花浩美、朝岡忍、白金太郎、火山洋二則是副駕駛員。
可使用物質復元裝置，是由日本防衛隊所開發製造，可以將被機械化的物體恢復原狀，原本效果只有半徑二十公尺內，但因注入學校裝甲的能源強化，可將被機械化的整個太陽系的所有星球都一瞬間恢復原狀。出力可以輕鬆把月球推回正常軌道。
在與機械神的最終決戰中外殼裝甲被破壞、脫落殆盡。

## 機械化帝國
機械神（聲：（日）青森伸）
平常的狀態是機械王等身尺寸，可以變成能源體(エネルギー体)姿態，發光的外貌與藍光人相似，也可以讓體型巨大化，機械化帝國的皇帝，誓言要打造全宇宙的鋼鐵秩序。具有機械化能力。最終決戰時用繩索強行束縛操縱王者戈修羅，透過利用其接觸把地球機械化。在遙遠的過去，在距離這地球數千億光年的地方，存在著跟人類一樣具有心的生命體，創造了高度的文明，但因為該星球的戰爭，由於他們的愚蠢，毀滅了自己的文明，然後，倖存下來的只有他們機械，為了不讓這錯誤重複，得出了一個結論，就是要把這宇宙中存在的全部生命消滅，全部都機械化。認為生命體不需要有心，展開侵略。卻發現人們即使變成機械了還沒有失去人類的心，無法完全機械化人的心，更被修羅小將們憑毅力讓王者戈修羅掙脫繩索的束縛。後來移動機械化的月球試圖令其撞向地球，但被學校裝甲變回原樣並推回正常軌道，又再度出現把學校裝甲的外殼裝甲破壞殆盡，但仍然被包覆在其中的王者戈修羅打敗而消滅。必殺技超巨體・拳(ギガ・パンチ)。
齒車王（聲：（日）菅原正志）
可變形圓盤狀的幽浮，第一個登場的機械王，通常是由部下基克製造出機械化獸，接著由它進行「巨大改造」與機械化獸一體化，
機械王與機械化獸都具有機械化能力可以把接觸到的物質變成機械。
機械心臟的隕石被戈修羅破壞後敗北，被電氣王所殺。
王者齒輪
齒車王與遭打敗的機械化獸殘骸合體的姿態，可使用機械化獸所擁有的特殊能力。能源來源是在附近的一顆大型隕石，這隕石中裝有如同他生命般的機械心臟，只要破壞那心臟，他就不再是不死之身了，才能真正打敗。
基克（聲：（日）青森伸）
可變形火箭，齒車王的部下，通常是由它找尋到故障的機器來改造成機械化獸，在齒車王被處刑後，原本打算改投靠電氣王，但遭電氣王不領情而破壞，後來有終於儲存夠能源可以復活，再二度出現，但又被王者戈修羅抓住彈飛。
電氣王（聲：（日）佐藤正治、（港）源家祥）
可變形螢光燈狀的幽浮，繼齒車王之後登場的第二個機械王，具有機械化能力，是名「作戰不必考慮細節」、「弱者應該被強者消滅」的武人思想主義者，曾在北極與恐龍小將們碰頭，但認為直接襲擊他們行徑卑劣而沒有這樣做。不同於齒車王是以基克將故障機器改造成機械化獸，電氣王是選擇軍事兵器，然後進行「巨大發動」改造成機械化獸。
死亡伏特
電氣王專屬的戰鬥機器人，通常是電氣王一呼應後，直接從機械化城來到它的面前，然後由電氣王變身成螢光燈管進入體內進行操縱。
極致死亡伏特
電氣王將自己與死亡伏特進行合體後的姿態，可將地球上的電氣吸收的機械化魔人，在決戰中被修羅・格蘭斬打倒。必殺技極致暴風(ハイパーブレスター)、極致伏特劍(ハイパーボルトソード)。
引擎王（聲：（日）菅原正志、（港）陳欣）
在電氣王敗北後登場的第三個機械王，具有機械化能力。對於人類「心之力」相當渴望，甚至認為一旦獲取到這種力量，可以取代機械神，成為新的王。通常命令喬塔穆發射出機械卵來製造獸型機械化獸，再由它發動「巨大結合」將機械化獸與喬塔穆合體，引擎王也擔任主駕駛員。也可以直接由自己巨大結合。曾因連累到喬塔穆為了保護自己而被機械神破壞。自暴自棄之下自身巨大化成為「巨大引擎」(グレートエンジン)，想拉王者戈修羅陪葬，機械化城(メガキャッスル)更被機械神的一小部分能源奪走操縱權，此時機械化城即將自爆與往地球移動墜落。王者戈修羅試圖阻止機械化城，但即使力量超過負荷仍然無法推動。引擎王在交戰過程中被中島辰男等人的心所感動，開始明白到：「什麼是心？」，棄暗投明。其引擎能源全力釋放可一時的再更加巨大化到與機械化城全體同等尺寸，可以推動連王者戈修羅都無法推動的機械化城，並判斷就算發揮王者戈修羅的王者劍・威力全開，也無法一擊破壞機械化城，但是，有了自己的引擎能源，一定可以破壞的，並催促表示沒時間猶豫了，趁自己的引擎還沒有停。最後自我犧牲、自願捨身讓王者戈修羅以王者劍・威力全開攻擊結合自己的能源將自己與機械化城一起同歸於盡，才成功阻止墜落。
喬塔穆（聲：（日）安西正弘、（港）馮錦堂）
引擎王搭檔的巨大機器人，與引擎王情同父子，尊稱引擎王為「父親」，主駕駛員為引擎王，喬塔穆本身的自我人格是副控制者，必殺技喬塔穆・劍(ギルターボ・ブレード)。可以從口部發射機械卵把物體改造成獸型機械化獸，再由引擎王下指令執行巨大結合成為合體機械化獸，合體機械化獸的實力會提升到與王者戈修羅同等。最後因保護引擎王而遭機械神破壞，但頭部因意外進入時空洞漂流到恐龍時代，之後落入原子王的手中，並藉此製造出黑暗戈修羅。
原子王（聲：（日）梁田清之）
具有瞬間移動能力，最後一個登場的機械王（但事實上是第一個被機械神派來侵略地球的機械王，然後與藍光人在恐龍時代對戰），一度在恐龍時代將藍光人逼近絕境，導致現代的地球成為機械化地球。
黑暗戈修羅
身高70.8公尺，由染上黑色的複製馬赫翼龍、複製大地劍龍、複製轟天雷龍先合體成為複製戈修羅(收藏複製修羅摩托車、複製修羅卡丁車、複製修羅邊車)，再與複製超強修羅(收藏複製修羅旋翼機)、複製格蘭修羅(收藏複製修羅噴氣機)進行的超鋼鐵合體，原子王的座機。複製戈修羅也可以變形成複製修羅噴射機形態，可以與複製超強修羅合體成複製巨砲戈修羅，也可以合體成複製超級修羅噴射機形態。複製格蘭修羅也可以變形成複製格蘭噴射機形態。參考了因時空洞意外穿越時空漂流到六千四百萬年前的恐龍時代的喬塔穆頭部殘骸中所記錄的戈修羅資料，製作出來的複製品，但實力在王者戈修羅之上。
必殺技黑暗劍（ダークブレード）、以及使用黑暗劍使出的修羅・黑暗・必殺技（ザウラー・ダークネス・フィニッシュ）(此招式只存在於設定，劇中沒有實際用過)。
齒車大王、電氣大王、引擎大王、原子大王
機械四天王，機械神重新製造的機械王們的複製體，外觀相同但已是另外一個體，不存在著自我情緒，全以對機械神忠心為主。比起原本的機械王的性能提高十倍。四人皆追加可發射機械化光線的能力，同樣可以把物質機械化。並且能自主巨大化及只要機械神還存在就可以不斷再生。但最後被機械神以「無能的機械廢物」將機械四大天王全員徹底破壞。
機械大王
機械四天王的究極合體，裝甲堅固，連王者戈修羅的王者劍・修羅・王者・必殺技都無法打破，但裝甲的縫隙是弱點。

## 播放列表
以下劇集按照首播順序排列（不包括首播後的任何重播）
| 播放日期       | 集序 | 標題                       | 劇本              | 絵コンテ          | 演出       | 作画監督     | 登場敵人                                                                                            |
| -------------- | ---- | -------------------------- | ----------------- | ----------------- | ---------- | ------------ | --------------------------------------------------------------------------------------------------- |
| 1993年3月3日   | 1    | （出現！恐龍機器人！！）   | 川瀨敏文          | 河本昇悟 越智浩仁 | 越智浩仁   | 西村誠芳     | マッドシャープ （削鉛筆機）                                                                         |
| 1993年3月10日  | 2    | （全員集合！修羅小將）     | 川瀨敏文          | 湊屋夢吉          | 湊屋夢吉   | 山田きらさか | デッドビーム （手電筒）                                                                             |
| 1993年3月17日  | 3    | （誰是駕駛員！）           | 志茂文彦          | 青木康直          | 青木康直   | 佐久間信一   | キラーウォッシャー （洗衣機）                                                                       |
| 1993年3月24日  | 4    | （出動時間是十分鐘！）     | 千葉克彦          | 湊屋夢吉          | 山口美浩   | 柳沢哲也     | デスグロック （鬧鐘）                                                                               |
| 1993年3月31日  | 5    | （地球最後的星期天）       | 川崎ヒロユキ      | 木村真一郎        | 木村真一郎 | 鈴木伸一     | バッドバースト （公車）                                                                             |
| 1993年4月7日   | 6    | （大逆轉！遊戲的達人）     | 荒木憲一          | 越智浩仁          | 越智浩仁   | 宇都木勇     | デビルキャッチャー （夾娃娃機）                                                                     |
| 1993年4月14日  | 7    | （電擊修羅噴射機）         | 志茂文彦          | 谷口悟朗          | 谷口悟朗   | 山田きさらか | ヘルジャイガー （直昇機）                                                                           |
| 1993年4月21日  | 8    | （飛越火海！）             | 千葉克彦          | 河本昇悟          | 河本昇悟   | 藁谷均       | ブラッドアイアン （電熨斗）                                                                         |
| 1993年4月28日  | 9    | （決定！必殺劍）           | 金巻兼一          | 日高政光          | 日高政光   | 小林利充     | ラジオデンジャー （收音機）                                                                         |
| 1993年5月5日   | 10   | （男兒淚的一本勝負）       | 川崎ヒロユキ      | 湊屋夢吉          | 湊屋夢吉   | 佐久間信一   | サタンドリラー （電鑽）                                                                             |
| 1993年5月12日  | 11   | （超電磁防護罩大作戰）     | 荒木憲一          | 前島健一          | 前島健一   | 池田祐治     | バイクレイザー （摩托車）                                                                           |
| 1993年5月19日  | 12   | （危機危機的大決戰）       | 千葉克彦          | 越智浩仁          | 越智浩仁   | 藁谷均       | シャドーシェーバー （電動刮鬍刀）                                                                   |
| 1993年5月26日  | 13   | （修羅小將TV大騷動）       | 志茂文彦          | 谷口悟朗          | 谷口悟朗   | 山田きさらか | ゴーストビジョン （顯示器）                                                                         |
| 1993年6月2日   | 14   | （緊急事態！戰鬥的保健室） | 金巻兼一          | 河本昇悟          | 河本昇悟   | 佐久間信一   | アイスクラッシャー （冷凍櫃）                                                                       |
| 1993年6月9日   | 15   | （獨佔！修羅小將百科）     | 川瀬敏文 北嶋博明 | 原田奈奈          | 原田奈奈   |              | -                                                                                                   |
| 1993年6月16日  | 16   | （壯絕！齒車王的末日！！） | 荒木憲一          | 木村真一郎        | 木村真一郎 | 高橋英樹     | キングギア（王者齒輪） （齒車王自身 + 機械化獸殘骸）                                                |
| 1993年6月23日  | 17   | （強敵！電氣王的挑戰！！） | 川崎ヒロユキ      | 湊屋夢吉          | 湊屋夢吉   | 藁谷均       | バロンガーノン （高射炮）                                                                           |
| 1993年6月30日  | 18   | （復活！超強修羅）         | 志茂文彦          | 日高政光          | 日高政光   | 小林利充     | バロンガーノン （高射炮）                                                                           |
| 1993年7月7日   | 19   | （恐龍小將大反亂！）       | 千葉克彦          | 谷口悟朗          | 谷口悟朗   | 堀澤聡志     | ガンドップラー （戰鬥機）                                                                           |
| 1993年7月14日  | 20   | （尋找入侵者！）           | 金巻兼一          | 越智浩仁          | 越智浩仁   | 佐久間信一   | ゲーパルドン （戰車）                                                                               |
| 1993年7月21日  | 21   | （銀河系死亡賽！）         | 荒木憲一          | 河本昇悟          | 河本昇悟   | 山田きさらか | サドレイガー （軍事用衛星）                                                                         |
| 1993年7月28日  | 22   | （洋二、男兒之旅）         | 志茂文彦          | 木村真一郎        | 木村真一郎 | 鈴木伸一     | レドクーバー （潛艦）                                                                               |
| 1993年8月4日   | 23   | （決戰！最後的暑假）       | 川崎ヒロユキ      | 日高政光          | 日高政光   | 藁谷均       | ドグマホーク （導彈）                                                                               |
| 1993年8月11日  | 24   | （溫泉旅行大混亂！）       | 金巻兼一          | 湊屋夢吉          | 湊屋夢吉   | 小林利充     | バトルジーク （戰艦）                                                                               |
| 1993年8月18日  | 25   | （兇惡！極致死亡伏特）     | 荒木憲一          | 谷口悟朗          | 谷口悟朗   | 佐久間信一   | ハイパーデスボルト （電氣王+死亡伏特（極致死亡伏特）） ボウエイガー（防衛號） （三角龍型戰車）      |
| 1993年8月25日  | 26   | （甦醒！格蘭修羅）         | 志茂文彦          | 越智浩仁          | 越智浩仁   | 山田きさらか | ハイパーデスボルト （電氣王+死亡伏特（極致死亡伏特）） ボウエイガー（防衛號） （三角龍型戰車）      |
| 1993年9月1日   | 27   | （新的敵人！引擎王）       | 千葉克彦          | 河本昇悟          | 河本昇悟   | 藁谷均       | オードロン （植物）                                                                                 |
| 1993年9月8日   | 28   | （哭泣的灰姑娘男孩）       | 川崎ヒロユキ      | 前島健一          | 羽生頼仙   | 岩倉和憲     | ガラジャーク （電車，眼鏡蛇）                                                                       |
| 1993年9月15日  | 29   | （超熱血 王者戈修羅）      | 金巻兼一          | 湊屋夢吉          | 湊屋夢吉   | 佐久間信一   | ミッドダロス                                                                                        |
| 1993年9月22日  | 30   | （一 ‧ 二 ‧ 危機）         | 荒木憲一          | 谷口悟朗          | 谷口悟朗   | 小林利充     | デッカード                                                                                          |
| 1993年9月29日  | 31   | （爆走！修羅卡丁車）       | 千葉克彦          | 越智浩仁          | 越智浩仁   | 藁谷均       | スクワーム （鐵路軌道，蜈蚣）                                                                       |
| 1993年10月6日  | 32   | （激突！英雄決定戰）       | 金巻兼一          | 木村真一郎        | 木村真一郎 | 柳沢哲也     | ウインガルーダ                                                                                      |
| 1993年10月13日 | 33   | （風暴的作弊計畫！）       | 荒木憲一          | 日高政光          | 日高政光   | 佐久間信一   | ケルベローダー                                                                                      |
| 1993年10月20日 | 34   | （大逆襲！基克的陷阱）     | 川瀬敏文 北嶋博明 | 原田奈奈          | 原田奈奈   |              | -                                                                                                   |
| 1993年10月27日 | 35   | （幻之美少女戰士）         | 志茂文彦          | 河本昇悟          | 河本昇悟   | 山田きさらか | ブランドル （照相機，蠅）                                                                           |
| 1993年11月3日  | 36   | （大噴火！暴走五郎）       | 千葉克彦          | 湊屋夢吉          | 湊屋夢吉   | 藁谷均       | オクトバルガー （工業機器，章魚）                                                                   |
| 1993年11月10日 | 37   | （修羅小將窮途末路！）     | 荒木憲一          | 谷口悟朗          | 谷口悟朗   | 小林利充     | ビーストカイザー（猛獸凱撒） （再生機械化獸殘骸，獅子） 再生機械化獣 （機械卵曾經製造過的機械化獸） |
| 1993年11月17日 | 38   | （閃光的喬塔穆！）         | 金巻兼一          | 羽生頼仙          | 羽生頼仙   | 高橋英樹     | メガキャッスル （機械化城）                                                                         |
| 1993年11月24日 | 39   | （最終決戰！機械化城）     | 川崎ヒロユキ      | 越智浩仁          | 越智浩仁   | 佐久間信一   | メガキャッスル （機械化城）                                                                         |
| 1993年12月1日  | 40   | （前往恐龍時代）           | 志茂文彦          | 日高政光          | 日高政光   | 山田きさらか | ジャンキール （由原子王製造出來的機械化獸）                                                         |
| 12月8日        | 41   | （絕境求生！恐龍時代）     | 千葉克彦          | 河本昇悟          | 河本昇悟   | 藁谷均       | ハイパーボルトロボ（極致螺栓機器人） （雜兵大合體）                                                 |
| 1993年12月15日 | 42   | （光與闇的戈修羅）         | 荒木憲一          | 湊屋夢吉          | 湊屋夢吉   | 小林利充     | ダークゴウザウラー（黑暗戈修羅） （原子王根據資料製造的黑暗戈修羅）                                 |
| 1993年12月22日 | 43   | （再見恐龍時代）           | 金巻兼一          | 木村真一郎        | 木村真一郎 | 鈴木伸一     | ダークゴウザウラー（黑暗戈修羅） （原子王根據資料製造的黑暗戈修羅）                                 |
| 1994年1月5日   | 44   | （新春熱血修羅小將！）     | 川瀬敏文 北嶋博明 | 川瀬敏文          | 原田奈奈   |              | -                                                                                                   |
| 1994年1月12日  | 45   | （恐怖！惡夢的新學期）     | 志茂文彦          | 谷口悟朗          | 谷口悟朗   | 佐久間信一   | 機械四天王 （複製版本的機械王）                                                                     |
| 1994年1月19日  | 46   | （拳一是機器人類！？）     | 北嶋博明          | 越智浩仁          | 越智浩仁   | 山田きさらか | 機械四天王 （複製版本的機械王）                                                                     |
| 1994年1月26日  | 47   | （粉碎！鋼鐵的詛咒）       | 荒木憲一          | 河本昇悟          | 河本昇悟   | 藁谷均       | 機械四天王 （複製版本的機械王）                                                                     |
| 1994年2月2日   | 48   | （出動！改造人拳一）       | 志茂文彦          | 前島健一          | 前島健一   | 鈴木伸一     | 機械大王 （機械四天王合體）                                                                         |
| 1994年2月9日   | 49   | （修羅小將最大的弱點）     | 川瀬敏文          | 湊屋夢吉          | 谷口悟朗   | 佐久間信一   | 機械大王 （機械四天王合體）                                                                         |
| 1994年2月16日  | 50   | （永遠的熱血最強！）       | 川瀬敏文          | 日高政光          | 日高政光   | 小林利充     | 機械神 （機械神自身巨大化）                                                                         |
| 1994年2月23日  | 51   | （超越時空的戰士）         | 川瀬敏文 北嶋博明 | 川瀬敏文          | 湊屋夢吉   | 山田きさらか | -                                                                                                   |

## 主題曲
OP1「KEEP ON DREAMING」（1話 - 28話、50話挿入歌）
作詞：松葉美保、作曲：西岡治彦、編曲：岩本正樹、歌：Seraphim
OP2「KEEP ON DREAMING <SAURERS VERSION>」（29話 〜）
編曲：手塚理、歌：SAURERS（高乃麗、林原めぐみ、天野由梨、島田敏、篠原あけみ）
ED
作詞：島エリナ、作曲：工藤崇、 編曲：大森俊之、 歌：林原めぐみ
插曲
作詞：松葉美保、 作曲：五島翔、 編曲：手塚理
歌：SAURERS（高乃麗、林原めぐみ、天野由梨、島田敏、篠原あけみ）

## 其他資料
和前作《元氣爆發》一樣，本作亦曾出現前作的角色。例如第6集中的粉紅色小熊娃娃，在《絕對無敵》中曾經變成邪惡獸。第15集中，有名「青空鎮的霧隱君」以觀眾身份寄信（霧隱君即是《元氣爆發》主角霧隱虎太郎），第19集開首，武田桂與武田長官一起晚膳等